# Konkordat
Konkordat je međunarodni ugovor između Svete Stolice i neke države kojim se uređuju pravni odnosi između Katoličke crkve i dotične države. 

## Povijest
Prema Mihajlu Lanoviću, profesoru kanonskog prava na zagrebačkom Pravnom fakultetu između dva svjetska rata, konkordat se definira kao sporazum između predstavnika najviše crkvene i državne vlasti o pravnom položaju Katoličke Crkve u jednoj državi uopće ili o rješenju izvjesnoga crkvenopolitičkog pitanja napose.
Konkordat je izvor posebnog (partikularnog) kanonskog prava za pojedine crkvene jedinice. Posebnost konkordata je u tome što papa pregovarajući s pojedinom državom pri tome nastupa i kao predstavnik vjernika te države. Iako je sadržaj konkordata različit, konkordat uvijek rješava položaj Katoličke crkve u odnosnoj državi.
Prvi konkordat sklopljen je 1122., poznat kao Wormski konkordat, između pape Kalista II. i cara Henrika V. Njime je trebao biti okončan 50-godišnji spor između pape i cara o investituri. Sklapanjem tog konkordata značilo je da zapadna Crkva ne prihvaća istočni cezaropapizam nego da prema državi nastupa kao ravnopravni pregovarač.
Osim konkordata, Sveta Stolica može sklapati s državama i druge akte ugovorne prirode: tako postoje djelomični ugovori (tzv. protokoli, npr. između Svete Stolice i SFRJ od 25. lipnja 1966.), modus vivendi i sporazumi. Crkva sklapa takve akte ne samo s državama, nego i s drugim političkim zajednicama i međunarodnim organizacijama (UN, FAO, UNESCO, i dr.)

## Teorije o pravnoj prirodi konkordata
- Teorija privilegija - ova teorija zasniva se na ideji vrhovništva Crkve nad državom te podrazumijeva crkveno odricanje od njezinog prava u korist pojedine države. Vrhunac je dosegnula u 12. i 13. stoljeću, kada je takav teorijski okvir bio osnova političke situacije u Europi kada su brojne države priznavale senioritet pape.

- Legalna teorija - bila je bliska položaju istočne Crkve. Prema toj teoriji država je jedina izvor prava te je ona ta koja se odriče dijela svojih suverenih prava pregovarajući s papom koji nastupa u ime dijela podanika te države. Ova teorija se pojavljuje u 14. stoljeću.

- Ugovorna teorija - ova teorija prevladava u moderno doba. Prema toj teoriji konkordat je vrsta međunarodnog ugovora sui generis između dva subjekta međunarodnog prava. Iako je papa svjetovni poglavar države, on je ipak poseban subjekt međunarodnog prava, a ta posebnost je pogotovo u tome što pri sklapanju konkordata on ne nastupa posve kao vanjski čimbenik, nego kao zastupnik podanika odnosne države.[5]